# Ethno-État blanc

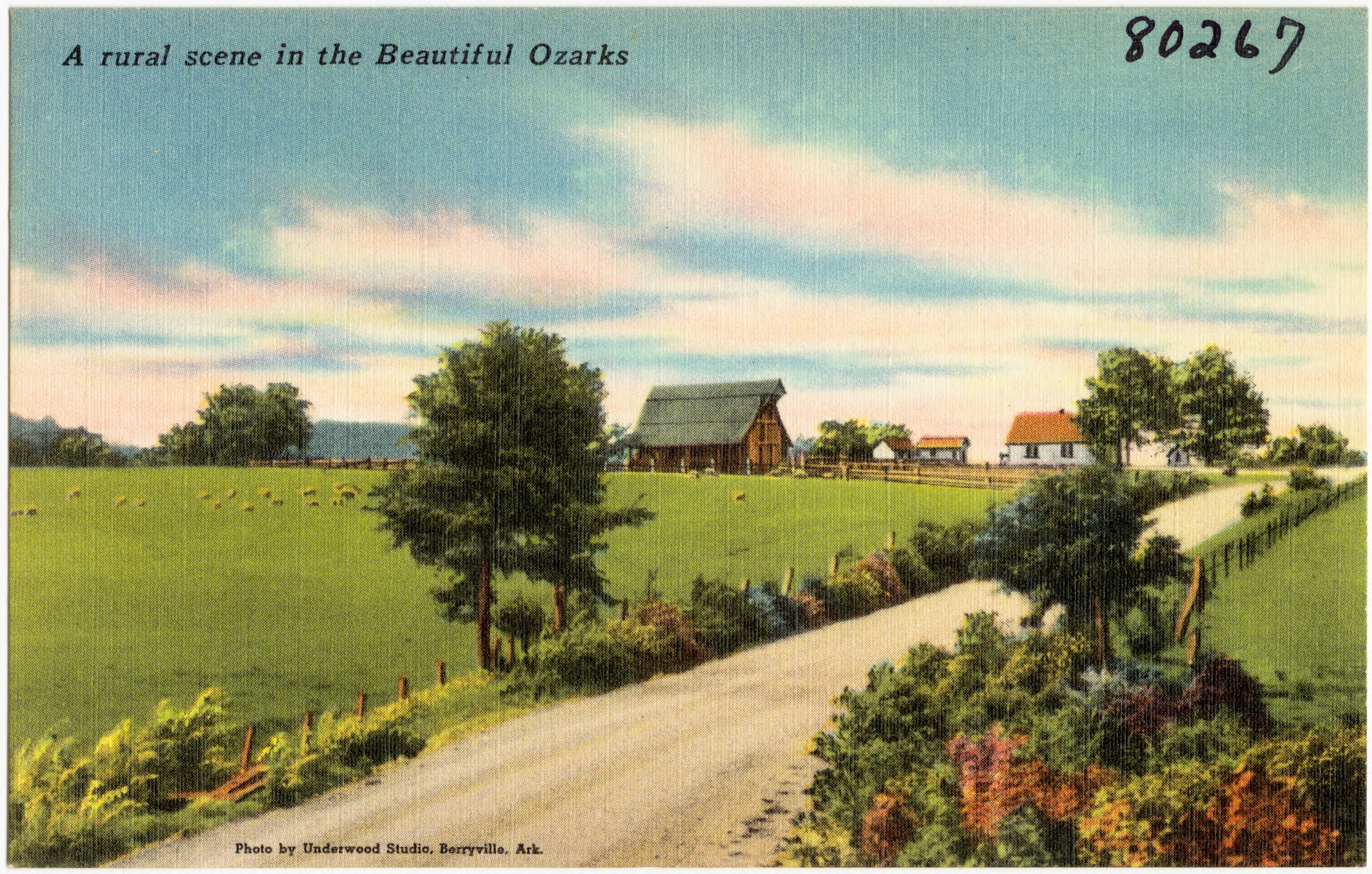
Carte postale montrant un paysage rural dans les Ozarks. Un certain nombre de séparatistes blancs proposent de créer un ethno-État blanc dans cette région du centre des États-Unis.

Un ethno-État blanc est un type d'État proposé dans lequel la résidence ou la citoyenneté serait limitée aux Blancs. Les non-Blancs, tels que les Noirs, les Asiatiques, les Juifs, les Moyen-Orientaux, les Nord-Africains, les Amérindiens, les Hispaniques seraient exclus de la citoyenneté.
Aux États-Unis, des propositions pour l'établissement d'un tel État sont avancées par des factions suprémacistes blanches et séparatistes blanches telles que les Ku Klux Klansmen et les néonazis. Certaines de ces factions prétendent qu'une certaine partie du pays devrait avoir une majorité blanche et d'autres factions prétendent que le pays tout entier devrait avoir une majorité blanche.
Les tentatives historiques d'établissement d'un ethno-État blanc incluent l'Afrique du Sud de l'époque de l'apartheid, où la population noire a été poussée dans des zones connues sous le nom de bantoustans par divers moyens, y compris les déportations et la ségrégation raciale, dans le but d'établir des États séparés à partir de « zones ethniquement blanches », dont la plus grande serait transformée en un État blanc.